# Illes Pavlof
Les illes Pavlof (en aleuta Qudugin) és un petit arxipèlag deshabitat situat a la costa sud-oest de la península d'Alaska, a l'estat d'Alaska, Estats Units. Està format per set illes que sumen una superfície de 206,265 km². Dolgoi, amb 107,4km², n'és la més gran. Totes les illes Pavlof formen part de l'Aleutians East Borough.
El nom anglès de l'illa prové de Pitka Pavalof, un crioll rus, que el 1893 va trobar or a Birch Creek, a l'interior d'Alaska. Aquest descobriment va atreure buscadors d'or d'arreu i va propiciar la fundació de la ciutat de Circle.